# 365604 Rusholme
365604 Rusholme è un asteroide della fascia principale. Scoperto nel 2010, presenta un'orbita caratterizzata da un semiasse maggiore pari a 2,3040401 au e da un'eccentricità di 0,0789834, inclinata di 5,39228° rispetto all'eclittica.